# Лёст, Эрих
Эрик Лёст (нем. Erich Loest; 24 февраля 1926[…], Митвайда, Саксония — 12 сентября 2013[…], Лейпциг) — немецкий писатель-историк, писавший свои произведения под псевдонимами Ханс Вальдорф, Бернд Диксен и Вальдемар Нас. Лауреат литературной премии Ганса Фаллады 1981 года.

## Биография
Родился в семье рабочих, учился в начальной школе в Митвайде с 1932 года и в средней школе с 1936 года. В 1936 году он вступил в гитлерюгенд и стал молодёжным лидером. Он обратился к этим личным переживаниям в 1981 году в своем автобиографическом тексте «Durch die Erde ein Riss — Ein Lebenslauf». В марте 1944 года вступил в НСДАП, также воевал в составе вермахта против частей Красной Армии с 20 апреля 1944 по 1 мая 1945 года. 6 мая 1945 года был взят американскими войсками в плен. В 1947 году вступил в Социалистическую единую партию Германии. С 1948 по 1950 год работал журналистом в Leipziger Volkszeitung. В 1949 году женился на своей первой жене Аннелис, от которой у него было два сына и дочь.
После войны проживал на территории ГДР. Писательскую деятельность начал в 1950 году. Его рассказы поначалу были подвергнуты жёсткой критике со стороны тогдашних властей, долгое время Лёста отказывались печатать. В 1957 году сотрудники «Штази» усмотрели в его рассказах антиправительственную пропаганду, и суд по сфабрикованному делу приговорил его к семи годам тюрьмы. Срок отбывал в специальной тюрьме для политических заключённых в городе Баутцене. После освобождения в 1964 году тон его произведений стал менее критичным, и он даже смог устроиться на работу в небольшую газету как штатный писатель статей.
В 1965—1975 годах Лёст написал одиннадцать романов и около тридцати рассказов на исторические темы. В 1975 году ему ненадолго удалось покинуть территорию ГДР и попасть в ФРГ, после чего он не появлялся на территории ГДР в течение 15 лет и посетил писательский семинар в Берлине лишь после воссоединения Германии в 1990 году. В 1981 году стал лауреатом Премии Ганса Фаллады за один из своих романов. В 1995 году немецкий режиссёр Франк Байер снял по мотивам романа Лёста фильм «Николя», который, однако, вышел ограниченным прокатом и не стал известным.
В 2010 году во время выступления на ежегодном собрании немецких писателей в Берлинской академии искусств Лёст заявил, что решил завершить свою писательскую деятельность в связи с тяжёлой болезнью. Утром 12 сентября 2013 года, устав бороться с не отступавшей три года болезнью, 87-летний Эрих Лёст, покончил жизнь самоубийством, выбросившись с третьего этажа своей больничной палаты в Лейпциге.

## Творчество
- «Западная марка продолжает падать»

## Награды

### Литературные награды
- 1981: Премия Ханса Фаллады города Ноймюнстер
- 1984: Марбургская литературная премия
- 1992: Премия Карла Германа Флаха
- 1998: Майнцский Городской Писатель

### Почести
- 1992: Почетный гражданин Митвайда
- 1996: Почетный гражданин Лейпцига.
- 1997: Командор Ордена Заслуг перед Республикой Польша.
- 1999: Орден «За заслуги перед Федеративной Республикой Германия»
- 2001: Почетный доктор Хемницкого технического университета
- 2009: Немецкая национальная премия
- 2009: Почетный доктор философии Университета Юстуса Либиха в Гиссене[13]
- 2010: Высшая премии Германского совета по культуре «Kulturgroschen».

### Посмертные почести
- 2016: Лейпцигской районной библиотеке Gohlis было присвоено имя Эрик Лёст по случаю его 90-летия[14].
- 2016: По случаю его 90-летия Фонд Sparkasse Leipzig учредил Премию Эриха Лёста, которая вручается каждые два года с 2017 года, 24 февраля, в день рождения Лёста[15].